# Alarobia Vatosola
Alarobia Vatosola – gmina (kaominina) w dystrykcie Andramasina, w regionie Analamanga na Madagaskarze.

## Demografia i ekonomia
W 2001 roku oszacowano liczbę jego mieszkańców na 15 662. 45% ludności pracującej trudni się rolnictwem, a 40% hodowlą. Główną rośliną uprawną jest tu ryż. Ponadto uprawia się pomarańcze, maniok i bataty. 15% zatrudnionych jest w usługach.